# Wilhelm Schallmayer

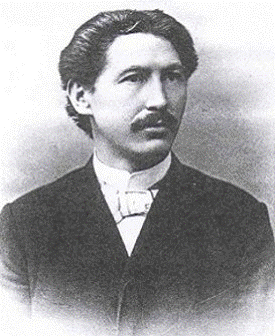
Wilhelm Schallmayer

Friedrich Wilhelm Schallmayer (* 10. Februar 1857 in Mindelheim; † 4. Oktober 1919 in Krailling) war ein deutscher Arzt. Zusammen mit Alfred Ploetz gilt er als Begründer der Eugenik bzw. Rassenhygiene in Deutschland.

## Leben
Schallmayer wurde am 10. Februar 1857 in Mindelheim im bayerischen Schwaben geboren und war das älteste von elf Geschwistern. Der Vater war Fuhrwerksunternehmer. Er besuchte das Gymnasium in Neuburg an der Donau und in Augsburg. Seinen Militärdienst als Einjährig-Freiwilliger leistete er in Würzburg.
Wilhelm Schallmayer studierte zunächst Rechtswissenschaft und Philosophie, wandte sich dann aber dem Studium der Medizin in Leipzig und München zu. Während seines Studiums wurde er Mitglied des AGV München im Sondershäuser Verband. 1884 machte er das Staatsexamen als Assistent bei Bernhard von Gudden. 1886 wurde er an der Münchener Universität promoviert. Anschließend bildete er sich für Urologie und Venerologie in Wien, Leipzig und Dresden weiter. In Kaufbeuren arbeitete er als praktischer Arzt, wo er seine erste Frau kennenlernte und heiratete. 1894 gab er die Praxis wieder auf und verbrachte ein Jahr als Schiffsarzt in China, eine Position, die er anlässlich einer nach Ostasien unternommenen Reise angeboten bekam. Zurück in Deutschland war er 7 Jahre als Facharzt in Düsseldorf und für den Rest seines Lebens als Privatgelehrter tätig. 1909 starb die erste Frau. 1911 heiratete er erneut. Aus dieser Ehe gingen die beiden Kinder Friedrich und Wiltrud hervor. Die letzten Jahre bis zum Tod 1919 verbrachte er zurückgezogen in Krailling bei München.
Schallmayer litt in den letzten Lebensjahren an Asthma und starken Problemen am Herzen. Er erlag am 4. Oktober 1919 einem Herzinfarkt.

## Schallmayers Philosophie
Schallmayer war Mitglied im Monistenbund. Er war demokratisch, internationalistisch und pazifistisch orientiert; er hielt nicht viel von der Monarchie des Kaiserreichs und schrieb in allen Auflagen seines Buches Vererbung und Auslese den Satz: „Der Demokratie gehört in allen zivilisierten Ländern der Erde die Zukunft“. Er stand sozialistischen Ideen nahe und rechnete sich der politischen Linken zu. Mit dem Sozialismus hat er sich seit seiner Jugend intensiv beschäftigt, war aber nicht partei- und klassengebunden. Er lehnte einen (hinsichtlich der Ergebnisse) egalitären Sozialismus ab und plädierte stattdessen aus einer sozialdarwinistischen Perspektive für Chancengleichheit. So erhob er die Forderung, dass die „äußeren Wettbewerbsbedingungen für die Jugend in jeder Hinsicht so viel wie nur irgend möglich gleich zu gestalten“ seien.
Schallmayer war einer der frühen Vorkämpfer der europäischen Einigung. Schon 1899 propagierte er in der Kölner Wochenschrift „Das neue Jahrhundert“ eine europäische Staatenvereinigung, die Kontinentaleuropa ohne Russland umfassen und nicht unter deutscher Vorherrschaft stehen sollte. Ziel dieses geeinten Europas sollte die Vermeidung des Krieges sein, in dem Schallmayer eine überlebte Form des Daseinskampfes sah, der sich „kontraselektorisch“ auswirke. Der Wettkampf der Völker und Nationen solle stattdessen mit den Mitteln der Kultur und Zivilisation ausgetragen werden. Die nationalistische Begeisterung zu Beginn des Ersten Weltkriegs teilte er nicht. Durch die „Schaffung eines großen, die Mehrzahl der europäischen Staaten umfassenden Bundesstaates mit nur einer, den verbundenen Staaten gemeinsamen Wehrmacht“ sollte nach Schallmayer die Kriegsgefahr gebannt werden, wie er in dem 1915 veröffentlichten Aufsatz Unzeitgemäße Gedanken über Europas Zukunft argumentierte. Sein friedenspolitischer Entwurf weist in seiner konsoziativen Ausgestaltung bemerkenswerte institutionelle Parallelen zur später entstandenen Europäischen Union auf. Schallmayer hatte allerdings wenig Hoffnung auf die baldige Verwirklichung seiner Ideen, weil „der durch den gegenwärtigen Krieg aufs höchste gesteigerte Völkerhass einer versöhnlicheren Gesinnung Platz mache[n]“ müsse. So sah er auch die Gefahr, dass „[d]ie Zerfleischung und wirtschaftliche Schwächung der europäischen Völker […] sich in weiteren Kriegen wiederholen [wird].“

## Wirken
Bekannt wurde der Mediziner durch seine Schrift Vererbung und Auslese im Lebenslauf der Völker, die 1903 in bearbeiteter Form veröffentlicht wurde. Mit dieser Schrift gewann er den 1. Preis in einem 1900 vom Industriellen Friedrich Alfred Krupp ausgelobten Preisausschreiben zum Thema „Was lernen wir aus den Prinzipien der Descendenztheorie in Beziehung auf die innerpolitische Entwickelung und Gesetzgebung der Staaten?“. Das Preisausschreiben wurde von Ernst Haeckel mitorganisiert und begutachtet; Haeckel hatte ihn darin bestärkt, seine Schrift im Sinne der Rassenhygiene auszurichten.
Vererbung und Auslese wurde bis nach dem Ende des Ersten Weltkrieges zum führenden Lehrbuch für Rassehygiene. Es enthält Vorschläge, Träger kranker Erbanlagen in Krankenpässen zu kennzeichnen und ihnen die Ehe zu verbieten. Der Inhaber des ersten Lehrstuhls für Rassenhygiene, der auch später in der Zeit des Nationalsozialismus führend war, Fritz Lenz nannte es 1919 das klassische Meisterwerk der deutschen Rassenhygiene. Bis zum Erscheinen des unter anderem von Lenz herausgegebenen Werks Erblichkeitslehre und Rassenhygiene im Jahr 1921 blieb Schallmayers Buch das Standardwerk der deutschen Rassenpfleger.
Bereits 1891 hatte Schallmayer mit der damals noch wenig beachteten Abhandlung Über die drohende körperliche Entartung der Kulturmenschheit die erste „rassehygienische“ Publikation in Deutschland verfasst, in der er die Evolutionstheorie Charles Darwins anpries und die Frage nach den Wirkungen der modernen Medizin auf die „menschliche Zuchtwahl“ und die Entwicklung der menschlichen Gattung allgemein stellte. Schallmayer vertrat in dieser Schrift die These, die therapeutischen Erfolge der Medizin seien zwar für den einzelnen kranken Menschen nützlich, würden aber nicht „der menschlichen Gattung zum Heile gereichen“, da sie der Auslesefunktion der Krankheit, die nur die Kräftigsten überleben lasse, entgegenwirke. Aus diesem Grund müsse die medizinische Disziplin der Hygiene „auf die menschliche Zuchtwahl bessernd“ einwirken.
Schallmayer ging es hierbei, im Gegensatz zu Francis Galton, dem eigentlichen Begründer der Eugenik, zunächst nicht um eine positive Eugenik, also die Erhöhung der Nachkommen mit hohen Erbqualitäten, sondern um eine negative Eugenik durch die Verringerung der Nachkommenschaft von Personen mit geringeren Erbqualitäten und damit um eine Bekämpfung der körperlichen „Degeneration“ der menschlichen „Rasse“, wobei diese negative Eugenik sich auf den freiwilligen Verzicht der Erbkranken auf Nachkommen beschränkte. Die Gemeinsamkeit mit Galton und mit anderen Eugenikern wie Alfred Hegar und Alfred Ploetz bestand in der Orientierung an zukünftigen Generationen, also an der „Rasse“, statt am einzelnen Menschen wie in der traditionellen Medizin. Im Anschluss an die Degenerationstheorie des französischen Psychiaters Bénédict Augustin Morel hielt auch Schallmayer an der Theorie von der Erblichkeit erworbener Krankheiten als Ursache für die Entstehung von Geisteskrankheiten sowie an der progressiven Vererbung fest. Mit der Annahme der progressiven Vererbung musste die Fortpflanzung von Personen mit erworbenen Krankheiten zur fortschreitenden Degeneration (Entartung) der Menschheit führen. Wie Alfred Ploetz und vor allem Auguste Forel nahm Schallmayer die Gefährlichkeit von Giften, insbesondere des Ethanols an. Schallmayer schloss sich der Meinung Forels an, der Alkoholismus sei „eine Hauptquelle, wahrscheinlich sogar die Hauptquelle der fortschreitenden Entartungserscheinungen unserer Tage“ (Vererbung und Auslese im Lebenslauf der Völker, S. 154), relativierte diese Meinung jedoch später. Daneben spielte für Schallmayer das Problem der Geisteskrankheiten für die Entartung eine besondere Rolle.

### Rassehygiene, Rassenhygiene, Eugenik
Schallmayer sprach sich für einen neutraleren Begriff als den der Rassenhygiene aus, konnte sich aber nicht durchsetzen. Er sprach selber von „Rassehygiene“ statt „Rassenhygiene“, um sich von der zunehmenden typologischen Verwendung des Rassenbegriffs abzugrenzen, die vor allem mit der in Mode gekommenen Rezeption Gobineaus zusammenhing. So schlug er auch „Nationalbiologie“ (analog zu „Nationalökonomie“) vor. Er erwog außerdem, das von Francis Galton schon 1883 geprägte Wort Eugenik („Eugenics“) zu übernehmen. Schallmayer verstand unter Rassehygiene, im Unterschied zur „Personenhygiene“ den Teil der Hygiene, der sich mit den Erbanlagen befasst. Neben Rassehygiene verwendete er auch gerne das Wort „Rassedienst“, was für ihn dieselbe Bedeutung hatte.
In diesem Zusammenhang distanzierte sich Schallmayer vom „Nordischen Gedanken“ seines Kollegen Alfred Ploetz. Er vertrat im Gegensatz zu anderen Rassenhygienikern einen eher „moderaten Rassismus“.
Für die „Lehre von den Bedingungen, unter denen eine Bevölkerung sich günstige Erbanlagen erhält und sie vermehrt“ führte er die Bezeichnung Sozialeugenik ein.
In seiner Preisschrift Vererbung und Auslese im Leben der Völker (1903) kritisierte er die öffentliche Gesundheitspflege wegen ihrer negativen Wirkungen auf die Eugenik und sprach darin explizit von der „Auslesewirkung der Kindersterblichkeit“.

### Rezeption
Neben Alfred Ploetz gilt Schallmayer als Begründer der Rassenhygiene in Deutschland. Für Hermann Werner Siemens war Schallmayer ein „Pionier für die Rassenhygiene in unserem Vaterland“. Für Max von Gruber war er der erste Deutsche, der „die ungeheure Tragweite“ von Darwins Gesetzen für die menschliche Spezies voll erfasst habe. Niemand habe mehr für die Rassenhygiene erreicht, konstatierte Fritz Lenz.
Nach dem Zweiten Weltkrieg wird Schallmayer darüber hinaus – „trotz monistischer, sozialistischer und internationalistischer Tendenzen“ – auch als „Wegbereiter der NS-Rassenhygiene“ bezeichnet. Mit seiner Schrift Über die drohende körperliche Entartung der Kulturmenschheit und die Verstaatlichung des ärztlichen Standes habe er bereits 1891 „den Reigen einer Vielzahl von Empfehlungen eröffnet […] wie man die ‚menschliche Zuchtwahl‘“ verbessern könne, um auf diese Weise die durch die moderne Massenzivilisation und Verstädterung hervorgerufenen „Degenerationsgefahren“ abwehren zu können.
Zwar wurde von nationalsozialistischer Seite kritisiert, dass Schallmayer zum Teil noch in milieutheoretischen Vorstellungen befangen gewesen sei. Das hinderte jedoch NS-„Rassenforscher“ nicht, sich positiv auf Schallmayer zu beziehen. Der bekannte Propagandist der „nordischen“ Rassenhygiene Hans F. K. Günther, etwa berief sich auf Schallmayer als einen „naturwissenschaftlichen“ Ahnherrn.
Auch das Standardwerk „Menschliche Erblichkeitslehre und Rassenhygiene“ von Erwin Baur, Eugen Fischer und Fritz Lenz, welches nach 1920 Schallmayers Standardwerk nach und nach ersetzte und selbst von Adolf Hitler rezipiert wurde, bezog sich stark auf den Vorläufer „Vererbung und Auslese“.
Rassenhygiene wurde im NS-Staat zum Pflichtfach für Mediziner, wobei den Nationalsozialisten, so der Göttinger Humangenetiker Peter Emil Becker (1988), „der misslich-fatale Anklang an Rassenunterschiede gerade recht (war), um den erwünschten Rassenglauben zu propagieren.“ Im Originalton hörte sich das aber anders an. So konstatierte Fritz Lenz 1932 „Die Staatsidee des Fascismus hat ohnehin eine Wesensverwandtschaft mit der rassenhygienischen Idee.“
Im Unterschied zur NS-Rassenhygiene lehnte Schallmayer die Vernichtung von Menschen ab. Er vertrat neben einer positiven Eugenik zum Beispiel mittels Sozialhygiene, insbesondere der Verbesserung des Erziehungs- und Schulwesens, der Rechtspflege und durch sozialpolitische Maßnahmen allenfalls eine negative Eugenik zur Verringerung der Nachkommenschaft von Personen mit geringeren Erbqualitäten, insbesondere durch Eheverbote: „Diese bewusste oder künstliche Auslese hätte sich beim Menschen selbstverständlich nicht der Vernichtung von Individuen zu bedienen, welche den für die Auslese jeweilig maßgebenden Anforderungen nicht genügen, sondern würde in ihrer bloßen Fernhaltung von der Fortpflanzung zu bestehen haben, d. h. in der Versagung der Ehe durch Sitte oder Gesetz. Auf den naheliegenden Einwand, daß ihnen dann doch die außereheliche Fortpflanzung noch offen stünde, werden wir nachher (unter Gesundheitswesen) noch ausführlich zu sprechen kommen.“ („Vererbung und Auslese im Lebenslauf der Völker“, 1903). Gegenüber Maßnahmen der negativen Eugenik wie Eheverboten räumte Schallmayer der quantitativen Bevölkerungspolitik Priorität ein.
Schallmayer wurde, so Michel Schwarz, wie der Sozialdemokrat Alfred Grotjahn, der ebenfalls Mitglied der Gesellschaft für Rassenhygiene war von rechtsgerichteten Sozialdarwinisten heftig angegriffen. Schallmayer suchte „schon um die Jahrhundertwende die Nähe zu Grotjahn und betonte seine Überzeugung, dass der Sozialismus die beste gesellschaftliche Basis der Eugenik sei“. Grotjahn wiederum schloss an Schallmayer an, als er erklärte, dass Sozialhygiene und die eugenische „Verhütung der körperlichen Entartung“ zwar „in einigen Punkten kollidieren“, aber in ihren „letzten Zielen“ vollständig übereinstimmten. Sozialhygiene und Sozialpolitik könnten zumindest indirekt eugenisch wirken, wobei sie den Vorteil hätten, unverzüglich praxiswirksam werden zu können. Laut Michael Schwarz gab es einen „sozialistischen Eugenik-Diskurs“, der auf eine klare Abgrenzung zwischen Eugenik und Sozialdarwinismus sowie zwischen Eugenik und Rassenanthropologie bestand. Dieser „sozialistische Eugenik-Diskurs“ habe sich folgerichtig mit anti-rassistischen Eugenikern wie Schallmayer verbunden und hätte mit dieser Ausrichtung nach 1918 – im Verein mit ähnlich orientierten politischen Parteien wie dem Zentrum oder den Liberalen – nicht wenig dazu beigetragen, eine klare Abgrenzung der Mehrheit der organisierten Rassenhygiene von der Rassenanthropologie herbeizuführen.
Andererseits grenzte sich Grotjahn klar von Schallmayer ab. So hob er seine eigene Herangehensweise als empirisch gegenüber der darwinistischen von Ploetz und Schallmayer ab. Der Göttinger Humangenetiker Peter Emil Becker konstatierte, dass sich Grotjahn zwar zur Rassenhygiene bekannte, sie sollte aber „vom Sozialdarwinismus abgekoppelt sein. Zwar kann man allein aus der Einsicht in gewisse sozialhygienische Missstände zu eugenischen Schlussfolgerungen kommen, jedoch Eugenik beruht unübersehbar auf der Darwinschen Selektionstheorie, und sie wollte der Sozialist Grotjahn aus seiner Sozialhygiene ausblenden“.
„Loslösung von der politischen Anthropologie, Verselbstständigung gegenüber dem Darwinismus und engste Verknüpfung mit der sozialen Hygiene - das sind die unerlässlichen Voraussetzungen für eine in Theorie und Praxis entwicklungsfähige Eugenik“, schrieb Grotjahn sieben Jahre nach dem Tod von Schallmayer, eine Sicht, welche der verstorbene Sozialdarwinist zu Lebzeiten nicht teilte.
Auch Jürgen Reyer widerspricht der Sichtweise von Michael Schwarz wenn er konstatiert, dass auch Schallmayer mit seinem Theorem von der „Ungleichheit der geistigen Begabungen der Menschenrassen“ dem „Basis-Rassismus der Rassenanthropologie“ erlag. Schallmayers Kritik an der „exzessiven Pflege nordischen Rassedünkels“ seiner Kollegen könnte nicht als Antirassismus ausgelegt werden. Vielmehr lasse sich Schallmayer wie Alfred Ploetz und andere Rassenhygieniker in die „Internationale der Rassisten“einordnen.

## Schriften

### Monographien
- Die Nahrungsverweigerung und die übrigen Störungen der Nahrungsaufnahme bei Geisteskranken. Med. Diss., München 1885. Digitalisat.
- Ueber die drohende körperliche Entartung der Culturmenschheit und die Verstaatlichung des ärztlichen Standes. Berlin und Neuwied 1891. Digitalisat.
- Die drohende physische Entartung der Culturvölker. 2. Auflage. Heuser, Berlin and Neuwied o. J. [1895]. Digitalisat.
- Vererbung und Auslese im Lebenslauf der Völker. Eine staatswissenschaftliche Studie auf Grund der neueren Biologie. (Reihe Natur und Staat, Beiträge zur naturwissenschaftlichen Gesellschaftslehre. Eine Sammlung von Preisschriften. Dritter Teil.) 386 S., Fischer Verlag Jena 1903.  Digitalisat.
- Beiträge zu einer Nationalbiologie, Hermann Costenoble, Jena 1905.
- Vererbung und Auslese als Faktoren zu Tüchtigkeit und Entartung der Völker. (Reihe Flugschriften des Deutschen Monistenbundes. Heft 5.) 39 S., Kommissionsverlag von Dr. W. Breitenbach, Brackwede i. W. 1907. Digitalisat.
- Vererbung und Auslese in ihrer soziologischen und politischen Bedeutung. Preisgekrönte Studie über Volksentartung und Volkseugenik. XVIII, 463 S., 2. Aufl., Fischer Verlag Jena 1910. Digitalisat.
- Vererbung und Auslese. Grundriß der Gesellschaftsbiologie und der Lehre vom Rassedienst. X, 535 S., 3. Aufl., Gustav Fischer, Jena 1918. Digitalisat. (Die 4. Aufl., Jena 1920, ist ein unveränderter Neudruck der 3. Aufl.)

### Aufsätze
- Ein Medizinalministerium. In: Das neue Jahrhundert. Band 2, 1899, S. 390–395.
- Eine Ausschau für die Friedensfreunde. In: Das neue Jahrhundert. Band 2, 1899, S. 771–773, 788-791.
- Natürliche und geschichtliche Auslese bei wilden und bei hochkultivierten Völkern. In: Politisch-anthropologische Revue. Band 1, 1902, S. 245–272.
- Infektion als Morgengabe. In: Zeitschrift für Bekämpfung der Geschlechtskrankheiten. Band 2, 1903–1904, S. 389–419.
- Wirkungen gebesserter Lebenshaltung und Erfolge der Hygiene als vermeintliche Beweismittel gegen Selektionstheorie und Entartungsfrage. In: Archiv für Rassen- und Gesellschafts-Biologie. 1. Jg., 1904, S. 53–77.
- Zum Einbruch der Naturwissenschaft in das Gebiet der Geisteswissenschaften. In: Archiv für Rassen- und Gesellschafts-Biologie. 1. Jg., 1904, S. 586–597.
- Die soziologische Bedeutung des Nachwuchses der Begabteren und die psychische Vererbung. In: Archiv für Rassen- und Gesellschafts-Biologie. 2. Jg., 1905, S. 36–75.
- Kultur und Entartung. In: Monatsschrift für soziale Medizin und Hygiene. Band 1, 1906, S. 481–495 und 544–554.
- Selektive Gesichtspunkte zur generativen und kulturellen Völkerentwicklung. In: Schmollers Jahrbuch für Gesetzgebung und Verwaltung. Band 30, 1906, S. 421–449.
- Über das Verhältnis der Individual- und Sozialhygiene zu den Zielen der generativen Hygiene. In: Zeitschrift für soziale Medizin. Band 2, 1906, S. 331–343.
- Rassehygiene und Sozialismus. In: Die neue Zeit. Band 25, 1906–1907, S. 731–740.
- Die Erbentwicklung bei Völkern als theoretisches und praktisches Problem. In: Menschheitsziele. 1907, S. 44–49 und 92-97.
- Auslese beim Menschen: Eine Erwiderung. In: Zeitschrift für philosophische Kritik. Band 129, 1907, S. 136–154.
- Eugenik, Lebenshaltung und Auslese. In: Zeitschrift für Sozialwissenschaft. Band 11, 1908, S. 267–277.
- Die Auslesewirkungen des Krieges. In: Menschheitsziele. 1908, S. 381–385.
- Der Krieg als Züchter. In: Archiv für Rassen- und Gesellschafts-Biologie. 5. Jg., 1908, S. 364–400.
- Die Politik der Fruchtbarkeitsbeschränkungen. In: Zeitschrift für Politik. Band 2, 1908, S. 391–439.
- Was ist von unserem sozialen Versicherungswesen für die Erbqualitäten der Bevölkerung zu erwarten? In: Archiv für soziale Hygiene und Demographie. Band 3, 1909, S. 27–65.
- Generative Ethik. In: Archiv für Rassen- und Gesellschafts-Biologie. 6. Jg., 1909, S. 199–231.
- Über die Grundbedeutung der Ethik und ihr Verhältnis zu den Forderungen des Rassedienstes. In: Die neue Generation. Band 6, 1910, S. 433–438 und 483-496.
- Gobineaus Rassenwerk und die moderne Gobineauschule. In: Zeitschrift für Sozialwissenschaft. Neue Folge 1, 1910, S. 553–572.
- Sozialistische Entwicklungs- und Bevölkerungslehre. In: Zeitschrift für Sozialwissenschaft. Neue Folge 2, 1911, S. 511–530.
- Rassedienst. In: Sexualprobleme. 1911, S. 433–443 und 534-547.
- Rassehygiene und sonstige Hygiene. In: Archiv für Rassen- und Gesellschafts-Biologie. 9. Jg., 1912, S. 217–221.
- Höherentwicklung und Menschenökonomie. In: Zeitschrift für Socialwissenschaft. Neue Folge 4. Jg., 1913, S. 151–167 und 231–244.
- Soziale Maßnahmen zur Verbesserung der Fortpflanzungsauslese. In: M. Mosse, G. Tugendreich (Hrsg.): Krankheit und soziale Lage. J. F. Lehmann, München 1913, S. 841–859.
- Ernst Haeckel und die Eugenik. In: Heinrich Schmidt (Hrsg.): Was wir Ernst Haeckel verdanken. Ein Buch der Verehrung und Dankbarkeit. Band 2. Unesma, Leipzig 1914, S. 367–372.
- Eugenik, ihre Grundlagen und ihre Beziehungen zur kulturellen Hebung der Frau. In: Archiv für Frauenkunde und Konstitutionsforschung. 1914, S. 281–291.
- Sozialhygiene und Eugenik. In: Zeitschrift für Sozialwissenschaft. Neue Folge 5, 1914, S. 329–339, 397–408 und 505–513.
- Rasseprobleme. In: Zeitschrift für Politik. Band 8, 1914, S. 412–427.
- Unzeitgemäße Gedanken über Europas Zukunft. In: Archiv für Rassen- und Gesellschafts-Biologie. 11. Jg., 1914/15, S. 449–456.
- Zur Bevölkerungspolitik gegenüber dem durch den Krieg verursachten Frauenüberschuß. In: Archiv für Rassen- und Gesellschafts-Biologie. 11. Jg., 1914/15, S. 713–737.
- Brauchen wir eine Rassehygiene? In: Der praktische Arzt. 1916, S. 47–50, 71–74, 170–176 und 195–202.
- Bevölkerungspolitische Kriegsliteratur. In: Zeitschrift für Politik. Band 10, 1917, S. 441–468.
- Einführung in die Rassehygiene. In: Wolfgang Weichhardt (Hrsg.): Ergebnisse der Hygiene, Bakteriologie, Immunitätsforschung und experimentellen Therapie. Band 2. Berlin 1917, S. 433–532.
- Kriegswirkungen am Volkskörper und ihre Heilung. In: Die Umschau. Band 22, 1918, S. 1–24.
- Grundlinien der Vererbungslehre. In: Siegfried Placzek (Hrsg.): Künstliche Fehlgeburt und künstliche Unfruchtbarkeit: Ihre Indikationen, Technik und Rechtslage. Thieme, Leipzig  1918, S. 1–48.
- Neue Aufgaben und neue Organisation der Gesundheitspolitik. In: Archiv für Hygiene und Demographie. Band 13, 1919, S. 225–270.
- Der Sozialismus vom gesellschaftsbiologischen Standpunkt. In: Die Umschau. Band 23, 1919, S. 17–20.
- Sicherung des Volksnachwuchses und Sozialisierung der Nachwuchskosten. In: Die Umschau. Band 23,  1919, S. 497–500 und 517–520.
- Frauenfortschritt und Volksnachwuchs. In: Das kommende Geschlecht. Band 1, 1921, S. 17–21.